# Philadelphia
Philadelphia este orașul aflat pe locul cinci după numărul locuitorilor săi din Statele Unite ale Americii și în același timp cea mai întinsă și mai populată zonă din Pennsylvania.  Cu o populație de 1.517.550, Philadelphia este și sediul comitatului omonim. Este de asemenea cel de-al doilea oraș ca mărime de pe coasta de est a Statelor Unite (după New York), și un centru comercial și cultural important de pe această coastă.
Zona metropolitană a Philadelphiei se află pe locul patru în Statele Unite, cu o populație totală de 5,7 milioane de locuitori.
Philadelphia este unul dintre cele mai vechi și mai importante orașe istorice din Statele Unite. Pentru o perioadă din secolul 18, orașul a fost cea de-a doua capitală și cel mai populat oraș din Statele Unite ale Americii. În perioada respectivă, eclipsa atât Boston cât și New York City prin importanța sa politică și socială, Benjamin Franklin având un rol extraordinar în dezvoltarea Philadelphiei.
Este al 9-lea oraș în topul celor mai bogate orașe, conform cifrelor GDP.

## Istorie
Înainte de apariția europenilor (secolul al XVI-lea), pe teritoriul actualului oraș Philadelphia se afla orășelul Shackamaxon, populat de tribul indian Lenape (Delaware). Primele așezări europene în acesta zonă au fost fondate de către olandezi, englezi și suedezi. Suedezii au căutat să-și extinda influențele prin formarea unei colonii care să se ocupe cu agricultura (cultivarea tutunului) și cu comertul de blană, evitând, pe acesta cale, negustorii francezi și englezi. Prima expediție suedeză în America de Nord a pornit din portul Gothenburg spre sfârșitul anului 1637, fiind organizată și condusă de către Clas Fleming, amiral suedez din Finlanda.
Philadelphia este orașul din SUA unde a fost înființată prima bancă, primul spital, prima facultate de medicină, prima grădină zoologică.

## Personalități marcante
- Richard Brooks (1912 - 1992), regizor;
- Vera Rubin (1928 - 2016), astrofiziciană;
- Stanley Clarke (n. 1951), muzician;
- David Crane (n. 1957), scenarist și producător TV;
- Will Smith (n. 1968), actor, artist hip-hop/r&b, compozitor, regizor;
- Kobe Bryant (1978 - 2020), baschetbalist.

## Vezi și

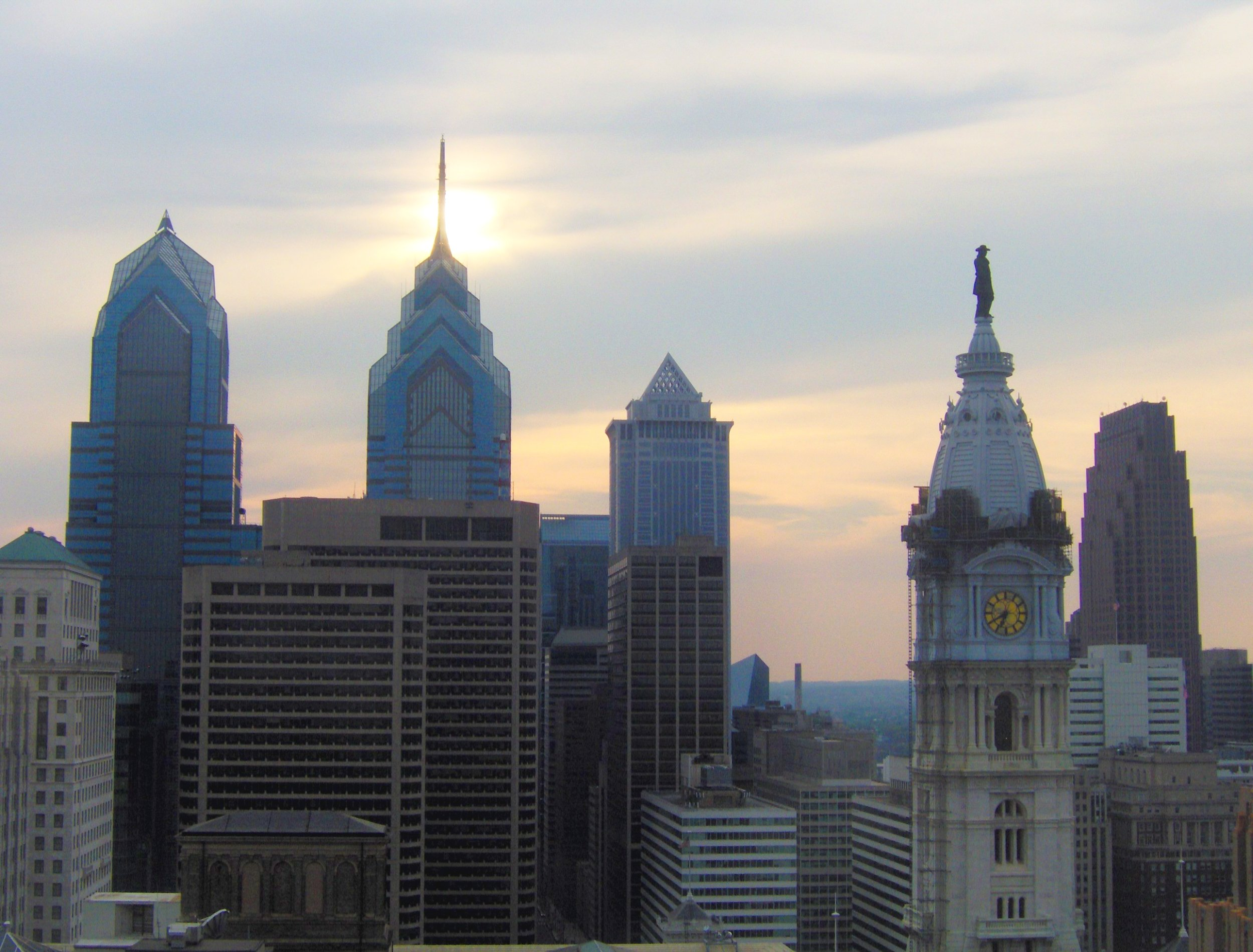
Philadelphia, Pennsylvania